# Liste der Einträge im National Register of Historic Places im Kanabec County

Lage des Kanabec County in Minnesota

Die Liste der Einträge im National Register of Historic Places im Kanabec County in Minnesota führt alle Bauwerke und historischen Stätten im Kanabec County auf, die in das National Register of Historic Places aufgenommen wurden.

## Legende
| NRHP | Historic Place    |
| HD   | Historic District |

## Aktuelle Einträge
| [ 2 ] | Name                            | Bild                           | Eintragsdatum        | Lage                                                    | Ort     | Beschreibung |
| ----- | ------------------------------- | ------------------------------ | -------------------- | ------------------------------------------------------- | ------- | --- |
| 1     | Ann River Logging Company Farm  | Ann River Logging Company Farm | 1980 ID-Nr. 80002085 | Minnesota Highway 23 45° 51′ 16″ N, 93° 19′ 54,8″ W     | Mora    | In den 1880er Jahren angelegte Farm des Holzbarons Isaac Staples; diente zur Erzeugung von Nahrungsmittel für dessen Beschäftigte |
| 2     | Kanabec County Courthouse       | Kanabec County Courthouse      | 1977 ID-Nr. 77000748 | 18 North Vine Street 45° 52′ 38,8″ N, 93° 17′ 36,4″ W   | Mora    | 1894 im neuromanischen Stil errichtetes Justiz- und Verwaltungsgebäude                                                            |
| 3     | Knife Lake Prehistoric District |                                | 1974 ID-Nr. 74001028 | Adresse nicht veröffentlicht                            | Mora    | Areal, auf dem in präkolumbischer Zeit bis hinein in das 19. Jahrhundert ein indianisches Dorf existierte                         |
| 4     | Ogilvie Watertower              | Ogilvie Watertower             | 1980 ID-Nr. 80002087 | Anderson Street 45° 49′ 51,5″ N, 93° 25′ 41″ W          | Ogilvie | 1918 aus Stahlbeton errichteter Wasserturm                                                                                        |
| 5     | C. E. Williams House            | C. E. Williams House           | 1980 ID-Nr. 80002083 | 206 East Maple Avenue 45° 52′ 41,3″ N, 93° 17′ 42,8″ W  | Mora    | 1902 im Queen Anne-Stil errichtetes Wohnhaus eines Lokalpolitikers                                                                |
| 6     | Zetterberg Company              | Zetterberg Company             | 1980 ID-Nr. 80002084 | 630 East Forest Street 45° 52′ 34,4″ N, 93° 17′ 17,9″ W | Mora    | 1912 errichteter Laden für Farmbedarfs                                                                                            |

## Frühere Einträge
| [ 2 ] | Name        | Bild | Eintragsdatum        | Lage                                  | Ort  | Beschreibung                                                                            |
| ----- | ----------- | ---- | -------------------- | ------------------------------------- | ---- | --------------------------------------------------------------------------------------- |
| 1     | Coin School |      | 1980 ID-Nr. 80002086 | Kreuzung der County Highways 4 und 16 | Mora | 1899 errichtetes Schulgebäude; im Jahr 2000 nach dem Abriss aus dem Register gestrichen |